# Kako River
Kako River är ett vattendrag i Guyana.   Det ligger i regionen Cuyuni-Mazaruni, i den västra delen av landet. Kako mynnar i floden Rio Mazaruni. Omgivningen utgörs av regnskog.